# David MacMillan (sonoplasta)
David MacMillan é um sonoplasta estadunidense. Venceu o Oscar de melhor mixagem de som em três ocasiões: The Right Stuff, Speed e Apollo 13.